# Steve Hamer
Stevie Ray Hamer, detto Steve (Memphis, 13 novembre 1973), è un ex cestista statunitense, professionista nella NBA.

## Carriera
È stato selezionato dai Boston Celtics al secondo giro del Draft NBA 1996 (38ª scelta assoluta).